# Port-aux-Français
Port-aux-Français is een wetenschappelijk station en de grootste nederzetting van de Franse Zuidelijke Gebieden. Deze gebieden tellen ongeveer 45 inwoners, voornamelijk wetenschappers. Port-aux-Français is tevens de hoofdplaats van de Kerguelen. Het wetenschappelijk station is opgericht in 1949 door de missie onder leiding van Pierre Sicaud. De plaats heeft koele zomers en relatief milde winters; het is regenrijk en de wind is meestal stormachtig.